# Vizézy
Il Vizézy è un fiume del dipartimento della Loira, nella regione Alvernia-Rodano-Alpi, e un affluente del Lignon du Forez, quindi un subaffluente della Loira.

## Geografia
Il Vizézy è lungo 38,5 km. La sua sorgente si trova a 1372 metri di altezza s.l.m. in località Grande Pierre Bazanne, nel territorio comunale di Roche.
Esso attraversa Montbrison con dei lungo-fiume realizzati nel 1884, transitando sotto il ponte a due arcate pont d'Argent o pont d'Ecotay
Esso confluisce nel Lignon du Forez, nel territorio comunale di Poncins, a ovest di quest'ultimo, a 337 m s.l.m..

### Comuni e cantoni attraversati
Nel solo dipartimento della Loira, il Vizézy attraversa i dieci comuni seguenti, in tre cantoni (da monte verso valle): Roche (sorgente), Saint-Bonnet-le-Courreau, Châtelneuf, Essertines-en-Châtelneuf, Bard, Montbrison, Savigneux, Mornand-en-Forez, Chambéon, Poncins (confluenza).
In termini di cantoni, il Vizézy nasce nel cantone di Montbrison, attraversa il cantone di Saint-Georges-en-Couzan e unisce le sue acque al Lignon du Forez nel cantone di Feurs, il tutto nell'arrondissement di Montbrison.

### Bacino
Il Vizezy attraversa le quattro zone idrografiche K074, K075, K076, K077 per una superficie totale di 221km2. Il bacino è costituito per il 62,58 % da terreni agricoli, per il 29,98 % da boschi ed ambienti naturali, per il 6,27 % da territori "artificializzati" e per l'1,28 % da specchi d'acqua..

### Organismo gestionale
L'organismo gestionale è il SYMILAV: Sindacato misto del bacino versante del Lignon, dell'Anzon e del Vizézy nell'ambito dell'EPTB Loira.

## Affluenti

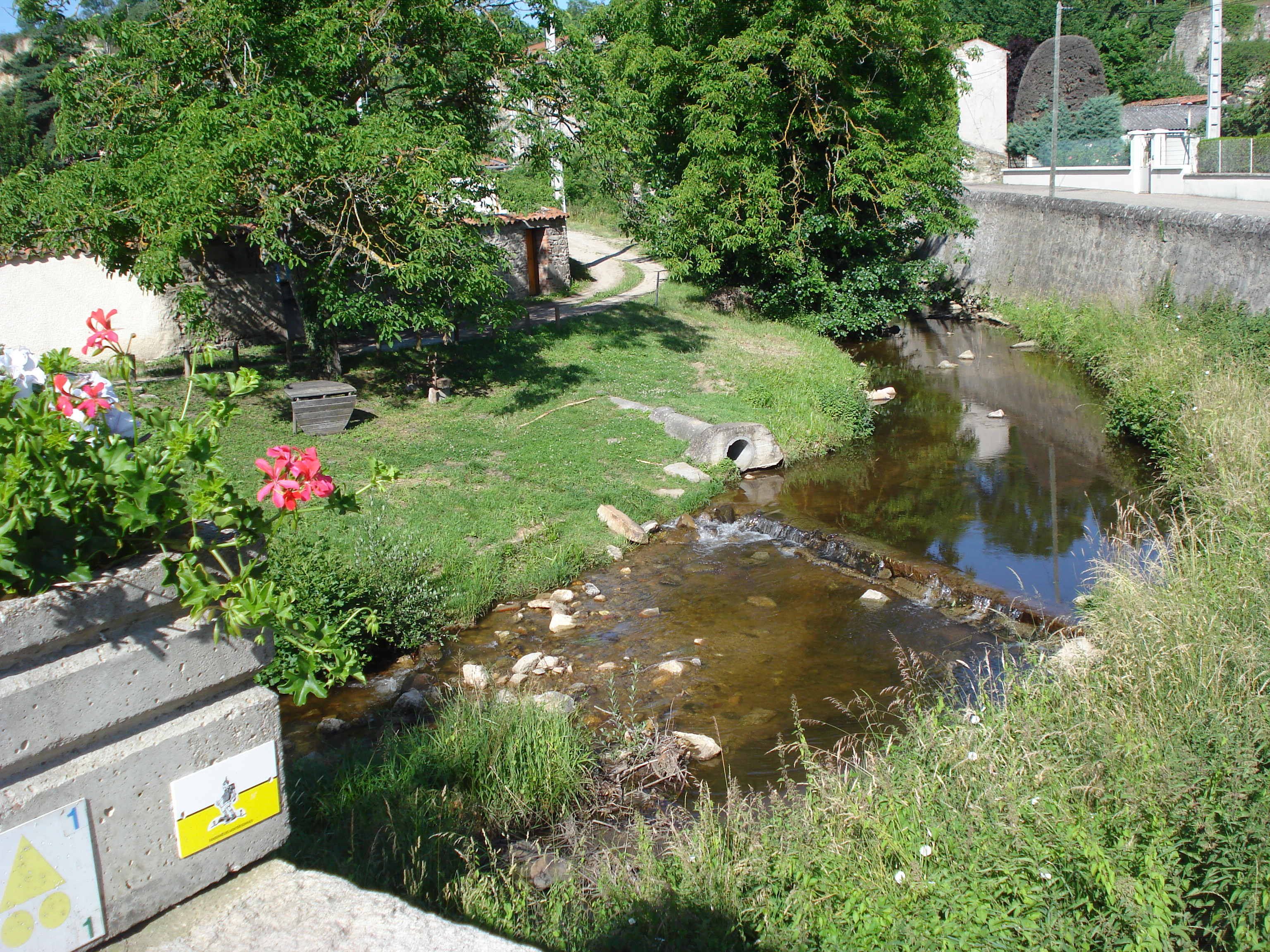
Il Moingt a Moingt (Montbrison)

Il Vizézy ha 11 affluenti (rd per destra orografica, rs per sinistra orografica):
- il ruisseau de Goutte fière, (rg) 2.5 km su Roche e Saint-Bonnet-le-Courreau.
- ??, lungo 0.5 km su Saint-Bonnet-le-Courreau.
- il ruisseau de Probois (rd) lungo 5.5 km su Roche e Essertines-en-Châtelneuf.
- il ruisseau de Trézaillette (rd) lungo 9.4 km su Essertines-en-Châtelneuf, Lérigneux e Roche.
- il ruisseau de Curtieux (rg) lungo 6.3 km, su Champdieu, Essertines-en-Châtelneuf, Montbrison, Savigneux, con 3 affluenti.
- il ruisseau de Ruillat (rg) lungo 14.3 km con tre affluenti.
- il ruisseau le Cotayet o il Moingt secondo Géoportail (rd) lungo 24.3 km con quattro affluenti, confluenti su Mornand e attraversanti Montbrison. Esso passa a ovest degli Stagni di Bullieu.
- il ruisseau de Pralong (rg) lungo 17 km con tre affluenti.
- il Peynot (rg) lungo 3.4 km, su Mornand, Saint-Paul-d'Uzore, passante per le paludi Pallotier e Vizelles[3].
- il ruisseau le Félines (rg) lungo 16.4 km con sei affluenti.

### Numero di Strahler
Il suo numero di Strahler è quattro.

## Idrologia

### Il Vizézy a Essertines-en-Châtelneuf
Il Vizézy ha una stazion idrologica a Essertines-en-Châtelneuf in una località detta la Guillanche: K0763610, con un bacino versante di 43.3 km2. Il suo modulo è di 0.635 m33/sec. E il suo VCN3 di 0.0043 m3/sec..

### Piene
In caso di piena, la sua portata massima istantanea per un mese è di 6.9 m3 e quella istantanea massima il 2 novembre 2008 ha raggiunto i 20.10 m3 quando la portata giornaliera massima di 9.45 m3 si è verificata il 14 febbraio 1990.

## Attività
- Approssimativamente 70 mulini si distribuiscono lungo 18 km del corso del Vizézy, indice di un'intensa attività centrata sul fiume, dal Medioevo fino alla metà del XX secolo. Farina, olio, segherie, ecc. sono prodotti delle attività diversificate. Certi mulini, come quello di Massons, cumulano più attività. Un canale è stato creato per compensare le insufficienze della portata del Vizézy[5].
- Il ponte-canale nel comune di Savigneux consente l'incrocio fra il Vizézy e il canale del Forez. Esso ha la particolarità di essere attraversato a strapiombo dal ponte della ferrovia.[5].

## Pesca ed ecologia
La parte alta, a monte di Montbrison, è un corso d'acqua di "prima categoria", mentre la parte a valle è un corso d'acqua di "seconda categoria",. Una stazione di depurazione SITEPUR a valle di Montbrison, permette un miglioramento del corso a valle, favorendo la popolazione ittica e i suoi predatori quali cormorani e aironi.